# Equus (opera teatrale)
Equus è un'opera teatrale di Peter Shaffer, che narra la storia di uno psichiatra che tenta di curare un ragazzo con un'attrazione patologica per i cavalli.

## Trama
Shaffer ha trovato l'ispirazione per Equus dopo aver sentito parlare di un adolescente incriminato di aver accecato diversi cavalli, senza un motivo evidente. Così, l'autore ha deciso di immaginare cosa potesse aver portato il ragazzo a compiere tale gesto, pur non conoscendo alcun dettaglio sull'evento.
L'opera è essenzialmente una detective story psicanalitica con implicazioni archetipiche ad antiche divinità pagane, che vede come protagonista lo psichiatra Martin Dysart (rassegnato a un matrimonio senza amore e senza figli) nel tentativo di conoscere i motivi che hanno spinto il ragazzo, Alan Strang, a commettere il crimine, pur incontrando difficoltà nel mantenere il suo senso di determinazione. Dysart, lo psichiatra, apre il film con un monologo in cui dà voce all'insoddisfazione per la sua vita arida, prevedibile e senza passioni: passa le sue vacanze in Grecia non come esploratore avventuroso ma in tour organizzati e banali. Dysart inoltre confessa che c'è una continua richiesta di aiuto nei suoi confronti, da parte di giovani ragazzi problematici, i quali vogliono essere riportati alla vita 'normale'. Tuttavia egli dubita riguardo l'utilità dell'aiutare questi adolescenti, dal momento che è convinto del fatto che essi tornerebbero a vivere in modo" normotico" e sterile. Parla del caso Strang e lo definisce estremo, aggiungendo che solo quel tipo di estremismo può essergli utile a rompere le catene dell'esistenza. In seguito, un magistrato della corte chiamato Hesther Salomon, visita Dysart, fiducioso del fatto che egli abbia le capacità per aiutare Alan con i suoi problemi di violenza.
Dysart accetta il caso, incontrando però numerose difficoltà nel fare progressi con il giovane, il quale, inizialmente, non risponde alle domande cantando svariati jingles. Poco alla volta, il dottore riesce ad entrare in contatto con Alan, grazie soprattutto ad un gioco della verità (simile all'analisi reciproca di Sandor Ferenczi, l'allievo eretico di Freud) in cui anche lui si metterà a nudo davanti al suo paziente. Dysart scopre così che il ragazzo è stato soggetto sin da piccolo agli scontri dei genitori, i quali cercavano di convincerlo ognuno della propria posizione (soprattutto in campo religioso). La madre di Alan, Dora Strang, è cristiana integralista e sessuofobica ed ha abituato il figlio a leggere la Bibbia quotidianamente, mentre il padre, Frank (un tipografo che segretamente cerca evasioni in cinema a luci rosse), ha cercato di inculcare al figlio (unico) l'ateismo. Il padre, accortosi dell'interesse nutrito dal giovane verso le scene di violenza contenute nelle Sacre Scritture, decise di strappare un'immagine espressionista di Gesù con gli occhi stravolti dal martirio che Alan aveva appeso ai piedi del proprio letto. Il ragazzo, quindi, la rimpiazzò con la foto di un cavallo dagli occhi grandi e stralunati. Dal Dio all'animale. Dal sistema giudaico-cristiano a quello pagano: il Dio Equus.
Durante la propria gioventù, quindi, Alan spostò la propria attenzione sui cavalli tramite i racconti biblici della madre, i film western e l'interesse del nonno nel cavalcare. Crescendo, Alan entra si scontra con la propria sessualità e, in terapia, egli ricorda che la madre parlava del sesso come qualcosa di spregevole, ammesso solo dopo il matrimonio cristiano, esclusivamente se fatto con la persona amata. Parallelamente, però, il ragazzo sposta i primi istinti sessuali nei confronti dei cavalli, desiderando di accarezzare e curare le loro pellicce, toccare i loro corpi muscolosi e sentire l'odore del loro sudore. Alan racconta a Dysart di aver scoperto il primo cavallo all'età di sei anni, su una spiaggia. Fu grazie ad un misterioso e affascinante cavallerizzo, il quale gli fece fare un giro sul cavallo sul bagnasciuga finché i genitori, fobicamente terrorizzati, non lo scoprirono, tirandolo poi violentemente giù dalla bestia. Molte altre confessioni derivano, inoltre, dall'ipnosi che attua Dysart sul ragazzo, il quale esterna il proprio desiderio di liberare i cavalli dal loro morso, che li rende schiavi e li tortura nello stesso modo in cui Gesù venne reso schiavo e torturato.
Alan, dopo aver lavorato in un negozio di elettronica, racconta di essere stato assunto in una scuderia, grazie ad una ragazza incontrata durante lo svolgimento della prima occupazione, Jill Mason, la quale diventerà quindi una sua collega. Nella scuderia, il ragazzo diventa un operaio modello e stringe un rapporto particolare con un cavallo chiamato 'Nugget' (detto anche 'Equus'): Dysart scopre che spesso, di notte, Alan porta fuori l'animale, cavalcandolo nudo e senza sella. Il giovane lo considera infatti una divinità, la quale gli consente di essere re, sulla sua groppa. Intanto, Jill inizia a nutrire interesse nei confronti del ragazzo e gli chiede di portarla in un cinema per adulti. Una volta arrivati lì, Alan sorprende il padre che entra, furtivo, in platea; questo incontro fortuito gli permette di capire che il sesso è naturale ed inevitabile per chiunque. Dopodiché, il giovane accetta di rimanere con la ragazza nella scuderia e i due si spogliano e cercano di avere un rapporto sessuale.
Il tutto si interrompe quando Alan sente i lamenti dei cavalli e, sebbene ella non ne colga il senso, nell'impossibilità di avere un rapporto sessuale, urla a Jill, stupita e disponibile,  di andare via e lasciarlo solo. Anche se il testo non lo esplicita verbalmente, la regia teatrale e cinematografica suggeriscono che a un livello inconscio profondo di omofobia vissuta e non pensabile, le vere pulsioni del ragazzo siano legate a un Dio non a una Dea e dunque ancora più proibite e vergognose. Allontanata la ragazza dalla stalla, Alan si reca, sconvolto, dagli animali e li prega di perdonarlo, dal momento che li considera delle Divinità. In questo racconto del "doppio legame" (amore/rifiuto) che fa allo psichiatra, Alan ricorda le parole di Equus attraverso il dottor Dysart: 'Mio! … Sei mio! … Tu sei mio ed io sono tuo!'. La scena continua, ed il cavallo diventa sempre più minaccioso con parole derivate dalla Bibbia: 'Il tuo Dio è un Dio geloso! … Ti vede, Ti vede sempre e per sempre, Alan! … Ti vede, ti vede!'. Ciò porta il ragazzo alla follia ed egli si sente costretto ad accecare con un piccone quegli occhi che erano riusciti a vedergli l'Anima e i desideri. La rappresentazione si conclude con Dysart che chiede i dettagli di questa scena traumatica, riuscendo infine, se non a liberare il ragazzo, a ricostruire la trama delle sue paranoie sessuali e religiose. Come all'inizio, lo psichiatra finisce con un monologo paradossale rivolto al pubblico in cui confessa di invidiare la passione e la devozione del ragazzo, e immaginando se stesso come imprigionato da un morso da cavallo in bocca.

## Debutto e interpreti
Lo spettacolo è stato rappresentato per la prima volta dalla compagnia National Theatre all'Old Vic di Londra nel 1973. Era diretto da John Dexter, con Alec McCowen nella parte dello psichiatra protagonista Martin Dysart e Peter Firth nella parte di Alan Strang, il giovane paziente. Dopo aspre polemiche (legate a scene di nudo del protagonista, che in una parte dell'opera monta un cavallo mimando un atto sessuale) lo spettacolo è stato presentato a Broadway al Plymouth Theatre con Anthony Hopkins e Peter Firth, riscuotendo un grande successo.
Successivamente, Tom Hulce recitò la parte di Alan Strang ed Anthony Perkins sostituì Hopkins nel ruolo di Martin Dysart. Per un breve periodo Perkins è stato sostituito da Richard Burton per un fugace ritorno della star cinematografica a Broadway. Quando Burton chiuse l'esperienza Perkins riprese regolarmente il suo ruolo. L'opera ha ricevuto il Tony Award alla migliore opera teatrale nel 1975 ed è rimasta in cartellone per milleduecentonove rappresentazioni.
Nel luglio 2004 il ruolo di Alan Strang è stato interpretato dall'attore americano Randy Harrison, noto al pubblico per aver interpretato la parte di Justin Taylor nel serial americano Queer as Folk. Nel 2007, invece, il ruolo di Alan Strang è stato interpretato da Daniel Radcliffe (noto al pubblico come volto cinematografico per il personaggio di Harry Potter), mentre Martin Dysart da Richard Griffiths (anch'egli interprete della stessa saga cinematografica nel ruolo dello zio di Potter, Vernon Dursley), in una versione diretta da Thea Sharrock. Le parti di nudo integrale, compresa la contestata scena simbolica a cavallo, hanno comportato molte polemiche. All'epoca dell'ingaggio Radcliffe aveva 17 anni, e da diversi anni era noto al pubblico mondiale come protagonista dei film di Harry Potter.
La prima rappresentazione in Italia ebbe luogo al Teatro Stabile di Genova (Sala Duse), 6 dicembre 1975; regia di Marco Sciaccaluga, Eros Pagni nella parte dello Psichiatra, Giovanni Crippa in quella del giovane Alan.